# TTC Sokah Hoboken
Le TTC Sokah Hoboken est un club de tennis de table belge basé à Hoboken, section de la ville d'Anvers.

## Histoire du club
Le TTC Sokah Vzw est formé en 1970. En 1994, le club construit sa propre salle dédiée au tennis de table en collaboration avec la Ville d'Anvers. S'installant durablement dans l'élite du tennis de table belge, le Sokah gagne son premier trophée national en 2018 avec la coupe de Belgique, remportée face au PW Diest. 
En 2019, le club réalise sa meilleure performance au niveau européen en atteignant les quarts de finale de l'ETTU Cup en battant le Logis Auderghem au tour précédent. Il récidive lors de l'ETTU Cup 2023-2024. En 2024, le Sokah remporte sa deuxième coupe de Belgique et en 2025, il remporte son tout premier titre de Champion de Belgique avec un quatorze victoires sur quatorze matches,.

## Effectif Superdivision 2024-2025[5]
- Pär Gerell
- Quentin Robinot
- Benjamin Brossier
- Olav Kosolosky
- Gabrielius Camara (nl)
- Noah Di Pietro

## Principaux joueurs de Superdivision entre 2017 et 2025[5]
- Benjamin Brossier
- Quentin Robinot
- Pär Gerell
- Rajko Gommers (nl)
- Olav Kosolosky
- Jérémy Petiot
- Gabrielius Camara (nl)
- Michal Bankosz
- Mathieu de Saintilan
- Damien Provost
- Laurens Devos
- Kilomo Vitta
- Paul Lavergne
- Ying Zhang Dong

## Palmarès
- Superdivion belge (1) :
  - Champion : 2025
- Coupe de Belgique (2) :
  - Vainqueur : 2018 et 2024